# Milaan-San Remo 1946
De 37e editie van de wielerklassieker Milaan-San Remo werd gereden op 19 maart 1946. Het was de eerste grote wielerwedstrijd na de Tweede Wereldoorlog. De wedstrijd werd na een lange ontsnapping gewonnen door Fausto Coppi die de eindmeet haalde met een voorsprong van maar liefst 14 minuten.

## Deelnemersveld
Er kwamen 115 wielrenners aan de start, waarvan er 63 de finish zouden halen.
| Deelnemende teams      | Deelnemende teams |
| ---------------------- | ----------------- |
| Alcyon-Dunlop          | Legnano           |
| Allegro                | Milan Gazetta     |
| Azzini-Freni-Universal | Olmo-Fulgor       |
| Bianchi                | Ray-Dunlop        |
| Benotto-Superga        | Ricci             |
| Bustese                | Starnord          |
| Enal                   | Tebag             |
| Fronte Gioventu        | Viscontea         |
| Garin                  | Welter            |
| Gestri                 | Willier           |

## Uitslag
| Milaan–San Remo 1946 |                    |                 |          |
| Plaats               | Naam               | Ploeg           | Tijd     |
| Winnaar              | Fausto Coppi       | Bianchi         | 8u09'00" |
| 2                    | Lucien Teisseire   | Ray-Dunlop      | + 14'00" |
| 3                    | Mario Ricci        | Legnano         | + 18'30" |
| 4                    | Gino Bartali       | Legnano         | z.t.     |
| 5                    | Severino Canavesi  | Bianchi         | z.t.     |
| 6                    | Vito Ortelli       | Benotto-Superga | z.t.     |
| 7                    | Adolfo Leoni       | Bianchi         | z.t.     |
| 8                    | Osvaldo Bailo      | Gestri          | z.t.     |
| 9                    | Salvatore Crippa   | Enal            | z.t.     |
| 10                   | Emilio Croci Torti | Tebag           | z.t.     |
| 11                   | Nedo Logli         | Welter          | z.t.     |
| 12                   | Valeriano Zanazzi  | Legnano         | z.t.     |
| 13                   | Luigi Casola       | Bustese         | + 18'38" |
| 14                   | Mario Fazio        | Viscontea       | z.t.     |
| 15                   | Egidio Marangoni   | Legnano         | z.t.     |
| 16                   | Aldo Ronconi       | Benotto-Superga | z.t.     |
| 17                   | Guido Lelli        | Benotto-Superga | + 20'00" |
| 18                   | Glauco Servadei    | Bianchi         | z.t.     |
| 19                   | Michele Motta      | Welter          | z.t.     |
| 20                   | Giordano Cottur    | Willier         | z.t.     |

1907 · 1908 · 1909 · 1910 · 1911 · 1912 · 1913 · 1914 · 1915 · 1916 · 1917 · 1918 · 1919 · 1920 · 1921 · 1922 · 1923 · 1924 · 1925 · 1926 · 1927 · 1928 · 1929 · 1930 · 1931 · 1932 · 1933 · 1934 · 1935 · 1936 · 1937 · 1938 · 1939 · 1940 · 1941 · 1942 · 1943 · 1944 · 1945 · 1946 · 1947 · 1948 · 1949 · 1950 · 1951 · 1952 · 1953 · 1954 · 1955 · 1956 · 1957 · 1958 · 1959 · 1960 · 1961 · 1962 · 1963 · 1964 · 1965 · 1966 · 1967 · 1968 · 1969 · 1970 · 1971 · 1972 · 1973 · 1974 · 1975 · 1976 · 1977 · 1978 · 1979 · 1980 · 1981 · 1982 · 1983 · 1984 · 1985 · 1986 · 1987 · 1988 · 1989 · 1990 · 1991 · 1992 · 1993 · 1994 · 1995 · 1996 · 1997 · 1998 · 1999 · 2000 · 2001 · 2002 · 2003 · 2004 · 2005 · 2006 · 2007 · 2008 · 2009 · 2010 · 2011 · 2012 · 2013 · 2014 · 2015 · 2016 · 2017 · 2018 · 2019 · 2020 · 2021 · 2022 · 2023 · 2024 · 2025
Lijst van beklimmingen